# U R the One
«U R the One» — промо-сингл з другого студійного альбому американського реп-гурту D12 D12 World. Звукорежисер: Майк «Dat Nigga Chav» Чаварріа. Зведення: Стів Бомен на Can Am Studios. Додаткові клавішні: Майк Елізондо.

## Відеокліп
Режисер: Дейві Демел. На початку відео Bizarre сидить на унітазі на зеленій галявині біля будинку й читає газету «Shadyville Today». На першій шпальті — новина про затримання Бабблза, шимпанзе Майкла Джексона. На останній сторінці — інформація про розшук безвісти зниклого Емінема, цим «пояснюють» відсутність репера у кліпі. Відео містить безліч сцен, зокрема двобій між жінками, яких підбурюють чоловіки. Камео: King Gordy.

## Список пісень

### Eminem New Mix
12" вініл
Треклист на обох сторонах ідентичний.
1. «U R the One» (Explicit Version) — 3:50
2. «U R the One» (Clean Version) — 3:50
3. «U R the One» (Instrumental) — 3:50
4. «U R the One» (Acapella) — 3:49